# Convocazioni al campionato europeo maschile di pallavolo 2013
Elenco dei giocatori convocati per il campionato europeo 2013.

## Belgio
| N° | Nome                 | Ruolo | Data di nascita  | Squadra           |
| -- | -------------------- | ----- | ---------------- | ----------------- |
| -  | Dominique Baeyens    | All   | -                | -                 |
| 1  | Bram Van den Dries   | S/O   | 14 agosto 1989   | Altotevere        |
| 2  | Hendrik Tuerlinckx   | S/O   | 1º dicembre 1987 | Roeselare         |
| 3  | Sam Deroo            | S     | 24 aprile 1992   | Modena            |
| 4  | Pieter Coolman       | C     | 24 aprile 1989   | Roeselare         |
| 5  | Frank Depestele      | P     | 3 settembre 1977 | Lokomotyv Charkiv |
| 6  | Stijn Dejonckheere   | L     | 21 gennaio 1988  | Roeselare         |
| 7  | Gertjan Claes        | S     | 30 marzo 1985    | Roeselare         |
| 8  | Kévin Klinkenberg    | S     | 4 ottobre 1990   | Maaseik           |
| 9  | Pieter Verhees       | C     | 8 dicembre 1989  | Top Volley Latina |
| 10 | Simon Van de Voorde  | C     | 19 dicembre 1989 | Maaseik           |
| 11 | Matthijs Verhanneman | S     | 8 dicembre 1988  | Molfetta          |
| 12 | Gert van Walle       | S     | 7 agosto 1987    | Città di Castello |
| 13 | Tim Verschueren      | P     | 24 dicembre 1978 | Asse-Lennik       |
| 14 | Bert Derkoningen     | L     | 10 luglio 1982   | Maaseik           |

## Bielorussia
| N° | Nome                   | Ruolo | Data di nascita | Squadra            |
| -- | ---------------------- | ----- | --------------- | ------------------ |
| -  | Viktor Sidelnikow      | All   | -               | -                  |
| 1  | Andrei Radziuk         | S     | 20 marzo 1990   | Budaŭnik Minsk     |
| 2  | Pavel Avdočenko        | S/O   | 13 gennaio 1990 | Šachcër Salihorsk  |
| 3  | Viachaslau Charapovich | S/O   | 8 febbraio 1992 | Metallurg Zhlobin  |
| 4  | Siarhei Antanovich     | S     | 21 aprile 1986  | İstanbul BB        |
| 5  | Siarhei Busel          | C     | 30 maggio 1989  | Budaŭnik Minsk     |
| 7  | Aleh Achrem            | S     | 12 marzo 1983   | Asseco Resovia     |
| 8  | Dmitrij Žehzdrin       | C     | 2 aprile 1982   | Kommunalnik Grodno |
| 10 | Aliaksei Kurash        | P     | 1º giugno 1988  | Kommunalnik Grodno |
| 11 | Stanislau Zabarouski   | L     | 4 gennaio 1988  | Kommunalnik Grodno |
| 12 | Artsiom Haramykin      | P     | 16 maggio 1985  | Budaŭnik Minsk     |
| 13 | Dzmitry Likharad       | L     | 9 maggio 1977   | Budaŭnik Minsk     |
| 14 | Eduard Venski          | C     | 21 aprile 1977  | Vammalan           |
| 15 | Oleg Mikanovich        | S     | 7 ottobre 1975  | Budaŭnik Minsk     |
| 17 | Maksim Marozau         | C     | 29 maggio 1989  | Šachcër Salihorsk  |

## Bulgaria
| N° | Nome              | Ruolo | Data di nascita   | Squadra             |
| -- | ----------------- | ----- | ----------------- | ------------------- |
| -  | Camillo Placì     | All   | 11 novembre 1956  | -                   |
| 1  | Georgi Bratoev    | P     | 21 ottobre 1987   | Levski Volej        |
| 4  | Martin Bozhilov   | L     | 11 aprile 1988    | Marek Junion-Ivkoni |
| 5  | Svetoslav Gocev   | C     | 21 agosto 1990    | BluVolley Verona    |
| 6  | Danail Milušev    | S/O   | 2 marzo 1984      | Argos               |
| 8  | Todor Skrimov     | S     | 9 giugno 1990     | Paris               |
| 9  | Dobromir Dimitrov | P     | 7 luglio 1991     | Pirin               |
| 10 | Valentin Bratoev  | S     | 21 ottobre 1987   | Levski Volej        |
| 12 | Viktor Josifov    | C     | 16 ottobre 1985   | New Mater           |
| 13 | Teodor Salparov   | L     | 16 agosto 1982    | Galatasaray         |
| 14 | Teodor Todorov    | C     | 1º settembre 1989 | Gazprom-Jugra       |
| 15 | Todor Aleksiev    | S     | 21 aprile 1983    | Gazprom-Jugra       |
| 17 | Nikolaj Penčev    | S     | 22 maggio 1992    | Effector Kielce     |
| 18 | Nikolaj Nikolov   | C     | 29 luglio 1986    | Matin Varamin       |
| 19 | Cvetan Sokolov    | S/O   | 31 dicembre 1989  | Piemonte            |

## Danimarca
| N° | Nome                | Ruolo | Data di nascita  | Squadra             |
| -- | ------------------- | ----- | ---------------- | ------------------- |
| -  | Fred Sturm          | All   | -                | -                   |
| 1  | Peter Jensen        | S     | 17 marzo 1990    | Marienlyst          |
| 2  | Kristian Knudsen    | S     | 1º agosto 1979   | Nancy               |
| 3  | Simon Bitsch        | L     | 22 dicembre 1990 | Middelfart          |
| 4  | Sigurd Varming      | S/O   | 19 febbraio 1994 | Marienlyst          |
| 5  | Simon Gade          | C     | 6 settembre 1991 | Holte IF            |
| 6  | Aske Sorensen       | C     | 20 aprile 1993   | Gentofte            |
| 8  | Axel Jacobsen       | P     | 10 luglio 1984   | Bühl                |
| 12 | Mads Ditlevsen      | S/O   | 13 giugno 1984   | Topvolley Antwerpen |
| 13 | Peter Bonnesen      | S/O   | 13 marzo 1993    | Friedrichshafen     |
| 14 | Casper Christiansen | S     | 25 giugno 1986   | Nancy               |
| 16 | Martin Stenderup    | P     | 25 marzo 1985    | Orion               |
| 18 | Rune Huss           | C     | 18 maggio 1989   | Gentofte            |
| 19 | Frederik Mikelsons  | L     | 18 aprile 1991   | Gentofte            |
| 20 | Thomas Pedersen     | C     | 12 gennaio 1993  | Holte IF            |

## Finlandia
| N° | Nome              | Ruolo | Data di nascita  | Squadra               |
| -- | ----------------- | ----- | ---------------- | --------------------- |
| -  | Tuomas Sammelvuo  | All   | 16 febbraio 1976 | Lokomotiv Novosibirsk |
| 2  | Eemi Tervaportti  | P     | 26 luglio 1989   | Roeselare             |
| 3  | Mikko Esko        | P     | 3 settembre 1978 | Nižnij Novgorod       |
| 4  | Lauri Kerminen    | L     | 18 gennaio 1993  | Kokkolan Tiikerit     |
| 5  | Antti Siltala     | S     | 14 marzo 1984    | Argos                 |
| 6  | Niklas Seppänen   | S     | 30 giugno 1993   | Korson Veto           |
| 10 | Urpo Sivula       | S     | 15 marzo 1988    | Kokkolan Tiikerit     |
| 11 | Juho Rajala       | L     | 6 agosto 1985    | Raision Loimu         |
| 12 | Olli Kunnari      | S     | 2 febbraio 1982  | Vammalan              |
| 13 | Mikko Oivanen     | S/O   | 26 giugno 1986   | Hurrikaani-Loimaa     |
| 14 | Konstantin Shumov | C     | 15 febbraio 1985 | Unterhaching          |
| 15 | Matti Oivanen     | C     | 26 maggio 1986   | Hurrikaani-Loimaa     |
| 18 | Jukka Lehtonen    | C     | 22 febbraio 1982 | Lugano                |

## Francia
| N° | Nome                    | Ruolo | Data di nascita  | Squadra        |
| -- | ----------------------- | ----- | ---------------- | -------------- |
| -  | Laurent Tillie          | All   | 1º dicembre 1963 | -              |
| 1  | Jonas Aguenier          | C     | 28 aprile 1992   | Nantes         |
| 2  | Jenia Grebennikov       | L     | 13 agosto 1990   | Rennes         |
| 3  | Gérald Hardy-Dessources | C     | 9 febbraio 1983  | Tours          |
| 4  | Antonin Rouzier         | S/O   | 18 agosto 1986   | ZAKSA          |
| 5  | Rafael Redwitz          | P     | 12 agosto 1980   | Iskra Odincovo |
| 6  | Benjamin Toniutti       | P     | 30 ottobre 1989  | Arago de Sète  |
| 11 | Julien Lyneel           | S     | 15 aprile 1990   | Montpellier    |
| 12 | Earvin N'Gapeth         | S     | 21 febbraio 1991 | Piemonte       |
| 14 | Nicolas Le Goff         | C     | 15 febbraio 1992 | Montpellier    |
| 15 | Samuel Tuia             | S     | 24 luglio 1986   | Kuzbass        |
| 16 | Kévin Tillie            | S     | 2 novembre 1990  | UC Irvine      |
| 18 | Jean-François Exiga     | L     | 9 marzo 1982     | Tours          |
| 20 | Kévin Le Roux           | S/O   | 11 maggio 1989   | Cannes         |
| 21 | Mory Sidibé             | S/O   | 17 giugno 1987   | ACH Volley     |

## Germania
| N° | Nome              | Ruolo | Data di nascita  | Squadra            |
| -- | ----------------- | ----- | ---------------- | ------------------ |
| -  | Vital Heynen      | All   | 12 giugno 1969   | -                  |
| 1  | Christian Fromm   | S     | 15 agosto 1990   | Città di Castello  |
| 2  | Markus Steuerwald | L     | 7 marzo 1989     | Paris              |
| 3  | Sebastian Schwarz | S     | 2 ottobre 1985   | Sir Safety Perugia |
| 4  | Simon Tischer     | P     | 24 aprile 1982   | Jastrzębski Węgiel |
| 6  | Denys Kaliberda   | S     | 24 giugno 1990   | Callipo            |
| 8  | Marcus Böhme      | C     | 25 agosto 1985   | Altotevere         |
| 9  | György Grozer     | S/O   | 27 novembre 1984 | Belogor'e          |
| 10 | Jochen Schöps     | S/O   | 3 ottobre 1983   | Asseco Resovia     |
| 11 | Lukas Kampa       | P     | 29 novembre 1986 | Belogor'e          |
| 12 | Ferdinand Tille   | L     | 8 dicembre 1988  | Arago de Sète      |
| 14 | Tom Strohbach     | L     | 27 maggio 1992   | Unterhaching       |
| 15 | Tim Broshog       | C     | 2 dicembre 1987  | Moerser            |
| 19 | Björn Höhne       | S     | 27 marzo 1991    | Charlottenburg     |
| 20 | Philipp Collin    | C     | 28 ottobre 1990  | Dresden            |

## Italia
| N° | Nome               | Ruolo | Data di nascita  | Squadra           |
| -- | ------------------ | ----- | ---------------- | ----------------- |
| -  | Mauro Berruto      | All   | 8 maggio 1969    | -                 |
| 1  | Thomas Beretta     | C     | 18 aprile 1990   | Milano            |
| 2  | Jiří Kovář         | S     | 10 aprile 1989   | Lube              |
| 3  | Simone Parodi      | S     | 16 giugno 1986   | Lube              |
| 4  | Luca Vettori       | S/O   | 16 aprile 1991   | Piacenza          |
| 7  | Salvatore Rossini  | L     | 13 luglio 1986   | Top Volley Latina |
| 8  | Davide Saitta      | P     | 23 giugno 1987   | Molfetta          |
| 9  | Ivan Zaytsev       | S/O   | 2 ottobre 1988   | Lube              |
| 10 | Filippo Lanza      | L     | 3 marzo 1991     | Trentino          |
| 11 | Cristian Savani    | S     | 22 febbraio 1982 | Lube              |
| 12 | Daniele Mazzone    | C     | 4 giugno 1992    | Argos             |
| 13 | Dragan Travica     | P     | 28 agosto 1986   | Lube              |
| 14 | Matteo Piano       | C     | 24 ottobre 1990  | Città di Castello |
| 15 | Emanuele Birarelli | C     | 8 febbraio 1981  | Trentino          |
| 17 | Andrea Giovi       | S     | 19 agosto 1983   | Perugia           |

## Paesi Bassi
| N° | Nome                    | Ruolo | Data di nascita   | Squadra             |
| -- | ----------------------- | ----- | ----------------- | ------------------- |
| -  | Edwin Benne             | All   | 21 aprile 1965    | -                   |
| 1  | Nimir Abdel-Aziz        | P     | 5 febbraio 1992   | Piemonte            |
| 2  | Nico Freriks            | P     | 22 dicembre 1981  | Moerser             |
| 4  | Thijs ter Horst         | S     | 18 settembre 1991 | BluVolley Verona    |
| 5  | Jelte Maan              | S     | 19 marzo 1986     | Maaseik             |
| 7  | Gijs Jorna              | L     | 30 maggio 1989    | Topvolley Antwerpen |
| 8  | Sebastiaan Van Bemmelen | C     | 18 agosto 1989    | Topvolley Antwerpen |
| 10 | Jeroen Rauwerdink       | C     | 13 settembre 1985 | Top Volley Latina   |
| 12 | Wytze Kooistra          | C     | 3 giugno 1982     | Skra Bełchatów      |
| 13 | Maarten van Garderen    | S     | 24 gennaio 1990   | Corigliano Volley   |
| 14 | Niels Klapwijk          | S/O   | 19 settembre 1985 | Callipo             |
| 15 | Thomas Koelewijn        | C     | 18 dicembre 1988  | Topvolley Antwerpen |
| 16 | Robin Overbeeke         | S/O   | 21 marzo 1989     | Asse-Lennik         |
| 17 | Johannes Bontje         | C     | 21 maggio 1981    | Jastrzębski Węgiel  |
| 18 | Robbert Andringa        | L     | 28 aprile 1990    | Lycurgus            |

## Polonia
| N° | Nome              | Ruolo | Data di nascita   | Squadra                  |
| -- | ----------------- | ----- | ----------------- | ------------------------ |
| -  | Andrea Anastasi   | All   | 8 ottobre 1960    | -                        |
| 1  | Piotr Nowakowski  | C     | 18 dicembre 1987  | Asseco Resovia           |
| 2  | Michał Winiarski  | S     | 28 settembre 1983 | Skra Bełchatów           |
| 6  | Bartosz Kurek     | S     | 29 agosto 1988    | Dinamo Mosca             |
| 7  | Jakub Jarosz      | S/O   | 10 febbraio 1987  | Top Volley Latina        |
| 8  | Andrzej Wrona     | C     | 27 dicembre 1988  | Łuczniczka Bydgoszcz     |
| 10 | Łukasz Wiśniewski | C     | 3 febbraio 1989   | ZAKSA                    |
| 11 | Fabian Drzyzga    | P     | 3 gennaio 1990    | AZS Politecnica Varsavia |
| 13 | Michał Kubiak     | S     | 23 febbraio 1988  | Jastrzębski Węgiel       |
| 14 | Michał Ruciak     | S     | 22 agosto 1983    | ZAKSA                    |
| 15 | Łukasz Żygadło    | P     | 2 agosto 1979     | Fakel                    |
| 17 | Paweł Zatorski    | L     | 21 agosto 1990    | Skra Bełchatów           |
| 18 | Marcin Możdżonek  | C     | 9 febbraio 1985   | ZAKSA                    |
| 21 | Damian Wojtaszek  | L     | 7 settembre 1988  | Jastrzębski Węgiel       |
| 22 | Grzegorz Bociek   | S/O   | 6 giugno 1991     | AZS Częstochowa          |

## Rep. Ceca
| N° | Nome            | Ruolo | Data di nascita  | Squadra           |
| -- | --------------- | ----- | ---------------- | ----------------- |
| -  | Steward Bernard | All   | -                | -                 |
| 1  | Michal Finger   | S/O   | 2 settembre 1993 | ČZU Praha         |
| 3  | Ondřej Boula    | P     | 22 novembre 1987 | Šachcër Salihorsk |
| 4  | Tomáš Hýský     | S     | 2 novembre 1983  | Dukla Liberec     |
| 5  | Jiří Král       | C     | 8 luglio 1981    | Beauvais          |
| 7  | Aleš Holubec    | C     | 13 marzo 1984    | Nantes            |
| 9  | Ondřej Hudeček  | S/O   | 9 maggio 1981    | Beauvais          |
| 10 | Václav Kopáček  | L     | 21 ottobre 1982  | Dukla Liberec     |
| 12 | David Juracka   | L     | 27 maggio 1989   | České Budějovice  |
| 13 | Kamil Baránek   | S     | 2 maggio 1983    | Tours             |
| 14 | Adam Bartoš     | S     | 27 aprile 1992   | Zlín              |
| 15 | Jan Štokr       | S/O   | 16 gennaio 1983  | Trentino          |
| 16 | Tomáš Široký    | C     | 26 ottobre 1982  | Ostrava           |
| 17 | David Konečný   | S/O   | 10 ottobre 1982  | Tours             |
| 18 | Lukáš Ticháček  | P     | 12 gennaio 1982  | Asseco Resovia    |

## Russia
| N° | Nome               | Ruolo | Data di nascita | Squadra               |
| -- | ------------------ | ----- | --------------- | --------------------- |
| -  | Andrej Voronkov    | All   | 1967            | Lokomotiv Novosibirsk |
| 2  | Sergej Makarov     | P     | 28 marzo 1980   | Belogor'e             |
| 3  | Nikolaj Apalikov   | C     | 26 agosto 1982  | Zenit-Kazan           |
| 5  | Sergej Grankin     | P     | 21 gennaio 1985 | Dinamo Mosca          |
| 6  | Evgenij Sivoželez  | S     | 6 agosto 1986   | Zenit-Kazan           |
| 7  | Nikolaj Pavlov     | S/O   | 22 maggio 1982  | Nižnij Novgorod       |
| 9  | Aleksej Spiridonov | S     | 26 giugno 1988  | Ural                  |
| 10 | Il'ja Žilin        | S     | 10 maggio 1985  | Lokomotiv Novosibirsk |
| 11 | Andrej Aščev       | C     | 10 maggio 1983  | Ural                  |
| 13 | Dmitrij Muserskij  | C     | 19 ottobre 1988 | Belogor'e             |
| 14 | Artëm Vol'vič      | C     | 22 gennaio 1990 | Lokomotiv Novosibirsk |
| 15 | Dmitrij Il'inych   | S     | 31 agosto 1987  | Belogor'e             |
| 16 | Aleksej Verbov     | L     | 31 gennaio 1982 | Ural                  |
| 17 | Maksim Michajlov   | S/O   | 19 marzo 1988   | Zenit-Kazan           |
| 20 | Artëm Ermakov      | L     | 16 marzo 1982   | Belogor'e             |

## Serbia
| N° | Nome                    | Ruolo | Data di nascita   | Squadra              |
| -- | ----------------------- | ----- | ----------------- | -------------------- |
| -  | Igor Kolaković          | All   | 4 giugno 1964     | -                    |
| 1  | Nikola Kovačević        | S     | 14 febbraio 1983  | Asseco Resovia       |
| 3  | Marko Ivović            | S     | 22 dicembre 1990  | Maliye Milli Piyango |
| 4  | Nemanja Petrić          | S     | 28 luglio 1987    | Sir Safety Perugia   |
| 5  | Vlado Petković          | P     | 6 gennaio 1983    | Kalleh Mazandaran    |
| 7  | Dragan Stanković        | C     | 18 ottobre 1985   | Lube                 |
| 8  | Filip Vujić             | L     | 17 settembre 1989 | Stella Rossa         |
| 9  | Nikola Jovović          | P     | 13 febbraio 1992  | Friedrichshafen      |
| 10 | Miloš Nikić             | S     | 31 marzo 1986     | Nižnij Novgorod      |
| 12 | Milan Rašić             | C     | 2 febbraio 1985   | ACH Volley           |
| 14 | Aleksandar Atanasijević | S/O   | 4 settembre 1991  | Skra Bełchatów       |
| 15 | Saša Starović           | S/O   | 19 ottobre 1988   | Lube                 |
| 18 | Marko Podraščanin       | C     | 29 agosto 1987    | Lube                 |
| 19 | Nikola Rosić            | L     | 5 agosto 1984     | Friedrichshafen      |
| 20 | Srećko Lisinac          | C     | 17 maggio 1992    | AZS Częstochowa      |

## Slovacchia
| N° | Nome              | Ruolo | Data di nascita  | Squadra              |
| -- | ----------------- | ----- | ---------------- | -------------------- |
| -  | Štefan Chrtianský | All   | 13 maggio 1962   | -                    |
| 1  | Milan Bencz       | S/O   | 5 ottobre 1987   | Arago de Sète        |
| 2  | Michal Masný      | P     | 14 agosto 1979   | Łuczniczka Bydgoszcz |
| 3  | Emanuel Kohút     | C     | 21 luglio 1982   | Piemonte             |
| 6  | Róbert Hupka      | S/O   | 30 luglio 1981   | Unterhaching         |
| 9  | Roman Ondrušek    | L     | 6 febbraio 1980  | Cambrai              |
| 10 | Martin Nemec      | S     | 31 luglio 1984   | Korean Air Jumbos    |
| 12 | Matej Paták       | S/O   | 8 giugno 1990    | Team Bratislava      |
| 13 | Štefan Chrtianský | S     | 17 agosto 1989   | Trentino             |
| 14 | Tomáš Kmeť        | C     | 1º dicembre 1981 | Charlottenburg       |
| 15 | Juraj Zaťko       | P     | 5 giugno 1987    | Friedrichshafen      |
| 17 | František Ogurčák | S     | 24 aprile 1984   | Piacenza             |
| 19 | Michal Hruška     | C     | 13 marzo 1987    | Aich/Dob             |

## Slovenia
| N° | Nome             | Ruolo | Data di nascita   | Squadra            |
| -- | ---------------- | ----- | ----------------- | ------------------ |
| -  | Luka Slabe       | All   | -                 | -                  |
| 1  | Andrej Flajs     | S     | 11 marzo 1983     | ACH Volley         |
| 2  | Alen Pajenk      | C     | 23 aprile 1986    | Lube               |
| 5  | Alen Šket        | S/O   | 28 marzo 1988     | ACH Volley         |
| 6  | Mitja Gasparini  | S/O   | 24 giugno 1984    | Hyundai Skywalkers |
| 7  | Matevž Kamnik    | C     | 24 novembre 1987  | ACH Volley         |
| 8  | Miha Plot        | L     | 11 maggio 1987    | Asse-Lennik        |
| 9  | Dejan Vinčić     | S     | 15 settembre 1986 | Skra Bełchatów     |
| 11 | Danijel Koncilja | C     | 4 settembre 1990  | Aich/Dob           |
| 13 | Tine Urnaut      | S/O   | 3 settembre 1987  | Callipo            |
| 14 | Jan Pokeršnik    | S     | 15 dicembre 1989  | ACH Volley         |
| 15 | Matej Vidič      | C     | 6 novembre 1986   | ACH Volley         |
| 16 | Gregor Ropret    | P     | 1º marzo 1989     | ACH Volley         |
| 17 | Jani Kovačič     | L     | 14 giugno 1992    | Aich/Dob           |
| 18 | Klemen Čebulj    | S     | 21 febbraio 1992  | Altotevere         |

## Turchia
| N° | Nome             | Ruolo | Data di nascita   | Squadra     |
| -- | ---------------- | ----- | ----------------- | ----------- |
| -  | Emanuele Zanini  | All   | 15 aprile 1965    | -           |
| 1  | Ulaş Kıyak       | P     | 11 agosto 1981    | Galatasaray |
| 2  | Kemal Elgaz      | S/O   | 1º gennaio 1986   | Galatasaray |
| 4  | Metin Toy        | S/O   | 3 maggio 1994     | Fenerbahçe  |
| 5  | Hasan Yeşilbudak | L     | 11 gennaio 1984   | Arkas       |
| 6  | Kemal Kayhan     | C     | 2 gennaio 1983    | Fenerbahçe  |
| 7  | Can Ayvazoğlu    | S     | 14 settembre 1979 | Halkbank    |
| 10 | Emre Batur       | C     | 21 aprile 1988    | Halkbank    |
| 11 | Gökhan Gökgöz    | S     | 6 gennaio 1993    | Arkas       |
| 12 | Halil Yücel      | S     | 24 novembre 1989  | Halkbank    |
| 13 | Emin Gök         | C     | 15 febbraio 1988  | Arkas       |
| 15 | Mustafa Koç      | C     | 23 febbraio 1992  | Arkas       |
| 17 | Murat Yenipazar  | P     | 1º gennaio 1993   | İstanbul BB |